# История в школе
Исто́рия — название учебной дисциплины в средней общеобразовательной школе. История в России преподаётся с 5—11 класс.

## В России

### План по классам
В школах России после принятия Федерального государственного образовательного стандарта, по состоянию на 2020 год, предусмотрено изучение двух отдельных предметов — Всеобщей истории и Истории России. Изучение строится на основе линейной модели и последовательного изучения (как правило, в первом полугодии изучается Всеобщая история, во втором полугодии — История России).
В 5 классе изучается только Всеобщая история — История древнего мира в годовом объёме 70 часов (два урока в неделю). 
В 6 классе в рамках Всеобщей истории изучается История Средних веков в объёме 28 часов и История России от древности до начала XVI века в объёме 40 часов (2 часа в неделю).
В 7 классе изучается История Нового времени XVI—XVII веков — Всеобщая история в объёме 28 часов и История России в объёме 40 часов.
В 8 классе изучается История Нового времени XVIII века — Всеобщая история в объёме 28 часов и История России в объёме 40 часов.
В 9 классе изучается История Нового времени XIX веков — Всеобщая история в объёме 28 часов и История России в объёме 40 часов.
В 10 классе изучается Новейшая история в рамках Всеобщей истории и Истории России.
Кроме того в ряде регионов в 5—7 классах изучается история родного края, области — «Историческое краеведение».

### Основные изучаемые темы
В 5 классе по истории Древнего мира изучается: общее знакомство с историей как наукой, системой летоисчисления, с первобытнообщинным строем жизни древних людей. Изучаются древние государства: Египет, Месопотамия, Финикия, Палестина, Ассирия, Персия, Индия, Китай, Греция и Рим. Изучаются крупнейшие события древней всемирной истории: военные походы Тутмоса III, строительство пирамид в Гизе, Троянская война, основание Рима, Пунические войны и т. д. Заканчивается данный период изучением падения Западной Римской империи в 476 г. н. э.
В 6 классе по истории Средних веков изучается: начало Великого переселения народов, создание новых империй, а именно — Византийской, Карла Великого, Арабского халифата и т. д. Кроме того изучаются сословия феодального общества: рыцарство, духовенство, горожане и ремесленники и крестьянство. Изучается культура разных эпох и стран, а также крупнейшие события всемирной истории: Крестовые походы, Разделение церквей, Столетняя война, крушение Византии и т. д.
По истории России изучается период с древнейших времён до эпохи Ивана Великого. Изучаются вопросы: основания Руси, её крещения, роста территории и распада на множество княжеств (феодальная раздробленность), монголо-татарское нашествие и установление чужеземного ига, а затем борьба русского народа за свою независимость, реформы и деятельность многих великих князей в построении Русского государства. А также культура России соответствующего периода.
В 7 классе по истории Нового времени изучается: вопрос о начале нового времени и с какими событиями он связан, великие географические открытия, культура эпохи Возрождения и Просвещения. Реформация и все всемирные события связанные с ней, крупнейшие революции в Нидерландах, Великобритании.
По истории России изучается период начиная с деятельности Елены Глинской, Ивана Грозного,  Смуты, её причин, этапов и основных событий. Далее изучается политический, социально-экономический строй первых Романовых, а также их внешняя политика.
В 8 классе по истории Нового времени изучается: образование США, предпосылки и ход Великой Французской революции, колонизация азиатских стран и другие крупнейшие всемирные события.
В Истории России рассматривается эпоха Петра Великого с его реформами и активной внешней политикой. Далее следует период дворцовых переворотов и заканчивается изучение истории в этом классе изучением эпохи Павла I. Также изучается культура соответствующих периодов.
В 9 классе рассматривается становление и распад империи Наполеона Бонапарта, расцвет многих европейских империй и в то же время революций 1830 года и 1848 года. Ребята изучают становление современных индустриальных европейских стран, знакомятся с культурой того времени (XIX век), проходят события, которые произошли в это же время на востоке — в Китае, в Японии и Индии.
По истории России изучается: эпохи четырёх императоров — Александра I, Николая I, Александра II и Александра III и те события, которые произошли во время их правления: социально-экономические реформы, внешняя и внутренняя политика. Также ребята проходят культуру России XIX века.
В 10 классе по истории Новейшего времени изучается: причины, ход двух мировых войн, их последствия — образования новых современных государств. Уделяется внимание социально-экономическому, политическому и культурному развитию стран следующих регионов: Европа, Северная Америка, Азия и Африка. В конце учебного года изучается становление всемирного экономического сообщества, происхождение холодной войны и современных мировых конфликтов, и их последствия для всей планеты.
По истории России изучается: кризис и противоречия Российской империи во всех общественных сферах, Февральская и Октябрьская революция, которые привели к становлению Советского Союза. Далее изучается истории СССР и те крупнейшие события, которые произошли в период его существования: коллективизация, индустриализация, Великая Отечественная война, холодная война с точки зрения СССР и т. д. В конце года изучается история становления современной России вплоть до президентства Владимира Путина.

### Аттестация
История входит в число предметов, по которым организуется проведение Всероссийских проверочных работ. Также учащиеся могут выбрать Историю в качестве экзамена по выбору на основном государственном экзамене по окончании 9 класса и на едином государственном экзамене по окончании 11 класса.

## Связанные предметы
Обществознание — предмет, ранее изучаемый в 5—11 классе, с 2025 года исключается из программы 6-8-х классов. Данный курс состоит из 4 изучаемых сфер общественной жизни — политической, экономической, социальной и правовой. Иногда глубже изучаются в 10-11 классе политология, социология, право, экономика и философия.

## Критика
Этот предмет имеет тенденцию к контролированию содержания учебников, поскольку тесно связан с политикой и идеологией.
Также, в зависимости от преподавания, история может преподноситься как набор дат или, наоборот, эмоционально насыщенные рассказы, что не способствует адекватному восприятию истории как науки. 

### Единый учебник истории
С 1 сентября 2023 в российских школах вводится единая линейка учебников истории под редакцией советника президента Владимира Мединского, ректор МГИМО Анатолия Торкунова и директора Института всеобщей истории РАН Александра Чубарьяна. Решение вызвало неоднозначные оценки в обществе. Историческое знание предполагает большое количество разных гипотез и интерпретаций одного и того же события. По версии доктора исторических наук Дмитрия Левчика: «Школьникам это понять вообще невозможно. Они спрашивают, как там оно на самом деле было, просят дать ответ. Но это даже и не только школьники. Многие думают, что в конце учебника должен быть правильный ответ».